# Delta IV
Delta IV – seria rakiet nośnych z rodziny rakiet Delta, jedyna używana obecnie. Powstała na potrzeby programu USAF o nazwie Evolved Expendable Launch Vehicle (EELV) do wynoszenia ciężkich satelitów wojskowych, oraz do komercyjnych startów. 
Rakieta będzie używana do roku 2023, kiedy to planuje się wycofanie jej z użytku.
Projektowane były 3 warianty Delty IV. Powstały tylko 2:
- Delta IV Small: pierwszy wariant Delty IV, porzucony ze względu na zdolność wynoszenia podobną do Delty II
- Delta IV Medium: podstawowy wariant. Jako pierwszy wykorzystywał zasilany paliwem kriogenicznym górny stopień Delty III. Ma 4 modyfikacje.
- Delta IV Heavy: najcięższy wariant Delty IV. Wykorzystuje 3 stopnie CBC podczas startu.

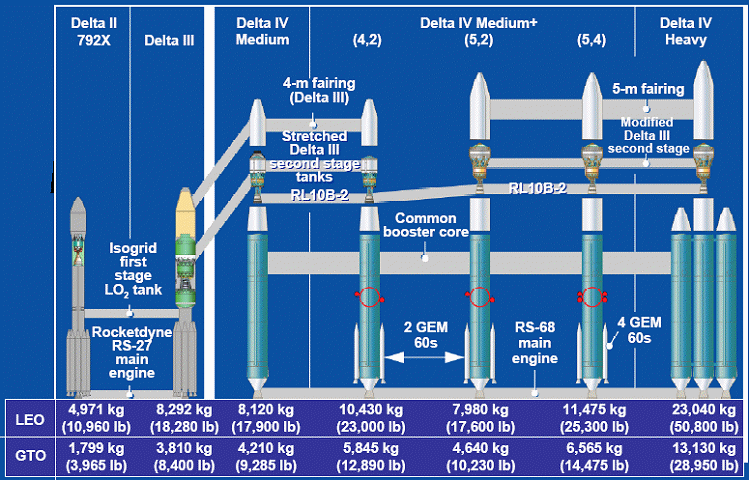
Rakiety Delta II, Delta III oraz różne konfiguracje rakiet Delta IV

## Starty
Na świecie istnieją 2 wyrzutnie obsługujące Deltę IV:
- Cape Canaveral Space Force Station, SLC-37,
- Vandenberg Air Force Base, SLC-6.

| Nr | Data/Czas (UTC)     | Typ           | Numer seryjny | Wyrzutnia     | Ładunek                                                | Rodzaj ładunku                                       | Orbita          | Skutek                  | Uwagi |
| -- | ------------------- | ------------- | ------------- | ------------- | ------------------------------------------------------ | ---------------------------------------------------- | --------------- | ----------------------- | --- |
| 1  | 2002-11-20 22:39    | Medium+(4,2)  | 293           | CCAFS SLC-37B | Eutelsat W5                                            | Komercyjny satelita komunikacyjny                    | GTO             | Sukces                  | Pierwszy lot rakiety Delta IV |
| 2  | 2003-03-11 00:59    | Medium        | 296           | CCAFS SLC-37B | USA-167 (DSCS-3 A3)                                    | Wojskowy komsat                                      | GTO             | Sukces                  | Pierwszy lot rakiety Delta IV Medium Pierwszy lot programu USAF EELV                                                                                |
| 3  | 2003-08-29 23:13    | Medium        | 301           | CCAFS SLC-37B | USA-170 (DSCS-3 B6)                                    | Wojskowy komsat                                      | GTO             | Sukces                  | |
| 4  | 2004-12-21 21:50    | Heavy         | 310           | CCAFS SLC-37B | DemoSat / 3CS-1 / 3CS-2                                | Ładunek testowy                                      | GSO (planowana) | Częściowe niepowodzenie | - Pierwszy lot rakiety Delta IV Heavy - Przedwczesne wyłączenie stopni CBC - DemoSat osiągnął niewłaściwą orbitę, 3CS nie osiągnął docelowej orbity |
| 5  | 2006-05-24 22:11    | Medium+(4,2)  | 315           | CCAFS SLC-37B | GOES 13 (GOES-N)                                       | Satelita meteorologiczny                             | GTO             | Sukces                  | |
| 6  | 2006-06-28 03:33    | Medium+(4,2)  | 317           | VAFB SLC-6    | USA-184 (NROL-22)                                      | Satelita rozpoznawczy                                | Mołnii          | Sukces                  | Pierwszy start Delty IV z kosmodromu Vandenberg |
| 7  | 2006-11-04 13:53    | Medium        | 320           | VAFB SLC-6    | USA-192 (DMSP F17)                                     | Wojskowy satelita meteorologiczny                    | SSO             | Sukces                  | Pierwszy lot Delty IV na SSO |
| 8  | 2007-11-11 01:50    | Heavy         | 329           | CCAFS SLC-37B | USA-197 (DSP-23)                                       | Satelita wczesnego ostrzegania atakiem pocisków      | GSO             | Sukces                  | Pierwszy lot Delty IV obsługiwany przez United Launch Alliance Start opóźniony z powodu wycieku tlenu                                               |
| 9  | 2009-01-18 02:47    | Heavy         | 337           | CCAFS SLC-37B | USA-202 (NROL-26)                                      | Satelita rozpoznawczy                                | GSO             | Sukces                  | |
| 10 | 2009-06-27 22:51    | Medium+(4,2)  | 342           | CCAFS SLC-37B | GOES 14 (GOES-O)                                       | Satelita meteorologiczny                             | GTO             | Sukces                  | |
| 11 | 2009-12-06 01:47    | Medium+(5,4)  | 346           | CCAFS SLC-37B | USA-211 (WGS-3)                                        | Wojskowy komsat                                      | GTO             | Sukces                  | Pierwszy lot rakiety Delta IV Medium+ (5,4) |
| 12 | 2010-03-04 23:57    | Medium+(4,2)  | 348           | CCAFS SLC-37B | GOES 15 (GOES-P)                                       | Satelita meteorologiczny                             | GTO             | Sukces                  | |
| 13 | 2010-05-28 03:00    | Medium+(4,2)  | 349           | CCAFS SLC-37B | USA-213 (GPS IIF SV-1)                                 | Satelita nawigacyjny                                 | MEO             | Sukces                  | |
| 14 | 2010-11-21 22:58    | Heavy         | 351           | CCAFS SLC-37B | USA-223 (NROL-32)                                      | Satelita rozpoznawczy                                | GSO             | Sukces                  | |
| 15 | 2011-01-20 21:10    | Heavy         | 352           | VAFB SLC-6    | USA 224 (NROL-49)                                      | Satelita rozpoznawczy                                | LEO             | Sukces                  | Pierwszy lot Delty IV Heavy z kosmodromu Vandenberg                                                                                                 |
| 16 | 2011-03-11 23:38    | Medium+(4,2)  | 353           | CCAFS SLC-37B | USA-227 (NROL-27)                                      | Satelita rozpoznawczy                                | GTO             | Sukces                  | |
| 17 | 2011-07-16 06:41    | Medium+(4,2)  | 355           | CCAFS SLC-37B | USA-231 (GPS IIF SV-2)                                 | Satelita nawigacyjny                                 | MEO             | Sukces                  | |
| 18 | 2012-01-20 00:38    | Medium+(5,4)  | 358           | CCAFS SLC-37B | USA-233 (WGS-4)                                        | Wojskowy komsat                                      | GTO             | Sukces                  | |
| 19 | 2012-04-03 23:12    | Medium+(5,2)  | 359           | VAFB SLC-6    | USA-234 (NROL-25)                                      | Satelita rozpoznawczy                                | LEO             | Sukces                  | Pierwszy lot Delty IV Medium+(5,2) |
| 20 | 2012-06-29 13:15    | Heavy         | 360           | CCAFS SLC-37B | USA-237 (NROL-15)                                      | Satelita rozpoznawczy                                | GSO             | Sukces                  | Pierwszy lot Delty IV z silnikami RS-68A |
| 21 | 2012-10-04 12:10    | Medium+(4,2)  | 361           | CCAFS SLC-37B | USA-239 (GPS IIF SV-3)                                 | Satelita nawigacyjny                                 | MEO             | Sukces                  | Niewielki problem z drugim członem. |
| 22 | 2013-05-25 00:27    | Medium+(5,4)  | 362           | CCAFS SLC-37B | USA-243 (WGS-5)                                        | Wojskowy komsat                                      | GTO             | Sukces                  | |
| 23 | 2013-08-08 00:29    | Medium+(5,4)  | 363           | CCAFS SLC-37B | USA-244 (WGS-6)                                        | Wojskowy komsat                                      | GTO             | Sukces                  | |
| 24 | 2013-08-28 18:03:00 | Heavy         | 364           | VAFB SLC-6    | USA-245 (NROL-65)                                      | Satelita rozpoznawczy                                | LEO             | Sukces                  | |
| 25 | 2014-02-21 01:59    | Medium+(4,2)  | 365           | CC SLC-37B    | USA-248 (GPS IIF-5)                                    | Satelita nawigacyjny                                 | MEO             | Sukces                  | |
| 26 | 2014-05-17 00:03    | Medium+(4,2)  | 366           | CC SLC37-B    | USA-251 (GPS IIF-6)                                    | Satelita nawigacyjny                                 | MEO             | Sukces                  | |
| 27 | 2014-07-28 23:28    | Medium+(4,2)  | 368           | CC SLC37-B    | USA-253 (GSSAP 1), USA 254 (GSSAP 2), ANGELS (USA-255) | 2 satelity rozpoznawcze, demonstrator technologiczny | GSO             | Sukces                  | |
| 28 | 2014-12-05 12:05    | Heavy         | 369           | CC SLC37-B    | Exploration Flight Test 1                              | Statek załogowy                                      | MEO             | Sukces                  | Pierwszy bezzałogowy lot testowy statku Orion |
| 29 | 2015-03-25 18:36    | Medium+(4,2)  | 371           | CC SLC37-B    | USA-260 (GPS IIF-9)                                    | Satelita nawigacyjny                                 | MEO             | Sukces                  | |
| 30 | 2015-07-24 00:07    | Medium+(5,4)  | 372           | CCAFS SLC-37B | USA-263 (WGS-7)                                        | Wojskowy komsat                                      | GTO             | Sukces                  | |
| 31 | 2016-02-10 11:40:32 | Medium+(5,2)  | 373           | VAFB SLC-6    | USA-267 (NROL-45)                                      | Satelita rozpoznawczy                                | LEO             | Sukces                  | |
| 32 | 2016-06-11 17:51    | Heavy         | 374           | CCAFS SLC-37B | USA-268 (NROL-37)                                      | Satelita rozpoznawczy                                | GSO             | Sukces                  | |
| 33 | 2016-08-19 04:52    | Medium+(4,2)  | 375           | CCAFS SLC-37B | USA-270, USA-271 (AFSPC-6)                             | Satelity rozpoznawcze                                | GEO             | Sukces                  | |
| 34 | 2016-12-07 23:53    | Medium+(5,4)  | 376           | CCAFS SLC-37B | USA-272 (WGS-8)                                        | Satelita komunikacyjny                               | GTO             | Sukces                  | |
| 35 | 2017-03-19 00:18    | Medium+(5,4)  | 377           | CCAFS SLC-37B | WGS-9                                                  | Satelita komunikacyjny                               | GTO             | Sukces                  | |
| 36 | 2018-01-12 22:11    | Medium+(5,2)  | 379           | VAFB SLC-6    | NROL-47                                                | Satelita rozpoznawczy                                | LEO             | Sukces                  | Ostatni lot rakiety Delta IV M+ (5,2). Ostatni lot rakiet Delta IV Medium z kosmodromu Vandeberg                                                    |
| 37 | 2018-08-12 07:33    | Heavy+Star 48 | 380           | CCAFS SLC-37B | Parker Solar Probe                                     | Sonda do badań Słońca                                | Heliocentryczna | Sukces                  | Pierwszy (i jedyny) lot rakiety Delta IV z dodatkowym członem Star 48 (konfiguracji 9235H)                                                          |
| 38 | 2019-01-19 19:10    | Heavy         | 382           | VAFB SLC-6    | NROL-71                                                | Satelita rozpoznawczy                                | LEO             | Sukces                  | |
| 39 | 2019-03-16 00:26    | Medium+ (5,4) | 383           | CCAFS SLC-37B | WGS-10                                                 | Satelita komunikacyjny                               | GTO             | Sukces                  | |
| 40 | 2019-08-22 13:06    | Medium+(4,2)  | 384           | CCAFS SLC-37B | GPS III SV02                                           | Satelita nawigacyjny                                 | MEO             | Sukces                  | Ostatni lot rakiet Delta IV Medium. Następne będą już lecieć tylko Delta IV Heavy.                                                                  |
| 41 | 2020-12-11 01:09    | Heavy         | 385           | CCAFS SLC-37B | NROL-44                                                | Satelita rozpoznawczy                                | GTO             | Sukces                  | |
| 42 | 2021-04-26 20:47    | Heavy         | 386           | VAFB SLC-6    | NROL-82                                                | Satelita rozpoznawczy                                | LEO/Polarna     | Sukces                  | |
| 43 | 2021                | Heavy         | 387?          | CCAFS SLC-37B | NROL-68                                                | Satelita rozpoznawczy                                | ?               | Planowany               | |
| 44 | 2022                | Heavy         | 388?          | CCAFS SLC-37B | NROL-70                                                | Satelita rozpoznawczy                                | ?               | Planowany               | Ostatni lot rakiety Delta IV Heavy z kosmodromu Cape Canaveral Air Force Station                                                                    |
| 45 | 2023                | Heavy         | 389?          | VAFB SLC-6    | NROL-91                                                | Satelita rozpoznawczy                                | ?               | Planowany               | 45. i ostatni lot rakiety Delta IV. Ostatni lot rakiety z rodziny rakiet Delta.                                                                     |